# Brăhășești
Brahasesti là một xã thuộc hạt Galați, România. Dân số thời điểm năm 2002 là 8306 người.